# Baré-Bakem
Pour les articles homonymes, voir Baré.
Baré-Bakem est une commune du Cameroun située dans le département du Moungo et la région du Littoral. Elle recouvre le territoire de l'arrondissement de Baré-Bakem qui
comptait 16 485 habitants en 2005.

## Histoire
La commune est créée en 1993 par démembrement des cantons Bakem et Baréko de la commune de Mélong. Elle est fonctionnelle à partir de 1996.

## Chefferies traditionnelles
L'arrondissement de Baré-Bakem est le siège de deux chefferies traditionnelles de 2e degré :
- 416 : Canton Baréko
- 417 : Canton Bakem

## Quartiers et villages
Outre le centre principal d'Etat-civil de la mairie de Baré, la commune compte 6 centres d'Etat-civil secondaires : Bakem, Barehock, Baré Mbeng, Bayon, Ebou-Baré, Mpaka. 
Outre Baré-Bakem proprement dit composé de Baréko et des quartiers A, A "Bis", B, B "Bis", C, D, E, E "Bis", F et F "Bis", la commune comprend les villages suivants :

### Baré-Bakem Ville
- Baréko (Baré Village)
- Quartier A
- Quartier A Bis
- Quartier B
- Quartier B Bis
- Quartier C
- Quartier D
- Quartier E
- Quartier E Bis
- Quartier F
- Quartier F Bis

### Bakem
- Mbié
- Ndom
- Ndouembot
- Ndouenke
- Nkonia Nkonyama
- Nkoniake
- Nkoniambot
- Ntantong

### Baréko
- Baréhock
- Bayon
- Ebouh
- Eboukou
- Ekom-Nkam Mboué
- Mandjibo
- Mbangla
- Mbarembeng
- Melong II
- Mounko
- Mpaka
- Soundop

## Cultes
La paroisse catholique Saint Charles Lwanga de Baré fait partie du diocèse de Nkongsamba.

## Tourisme et culture
Les Chutes d'Ekom sur la rivière Nkam sont situées à 13 km au nord-est du village de Baré-Bakem et à 9 km à l'est du village de Melong II sur la route nationale 5.